# Comuna de Grabów nad Prosną
Grabów nad Prosną (polaco: Gmina Grabów nad Prosną) é uma gminy (comuna) na Polónia, na voivodia de Grande Polónia e no condado de Ostrzeszowski. A sede do condado é a cidade de Grabów nad Prosną.
De acordo com os censos de 2004, a comuna tem 7863 habitantes, com uma densidade 63,6 hab/km².

## Área
Estende-se por uma área de 123,55 km², incluindo:
- área agricola: 71%
- área florestal: 21%

## Demografia
Dados de 30 de Junho 2004:
|                      | Total   | Total | Mulheres | Mulheres | Homens  | Homens |
| -------------------- | ------- | ----- | -------- | -------- | ------- | ------ |
|                      | pessoas | %     | pessoas  | %        | pessoas | %      |
| População            | 7863    | 100   | 3995     | 50,8     | 3868    | 49,2   |
| Densidade (pop./km²) | 63,6    | 100   | 32,3     | 32,3     | 31,3    | 31,3   |

De acordo com dados de 2002, o rendimento médio per capita ascendia a 1288,46 zł.

## Subdivisões
- Bobrowniki, Bukownica, Chlewo, Dębicze, Giżyce, Grabów-Pustkowie, Grabów-Wójtostwo, Kopeć, Książenice, Kuźnica Bobrowska, Marszałki, Palaty, Siekierzyn, Skrzynki, Smolniki, Zawady.

## Comunas vizinhas
- Czajków, Doruchów, Galewice, Kraszewice, Mikstat, Ostrzeszów, Sieroszewice